# عمود قشري

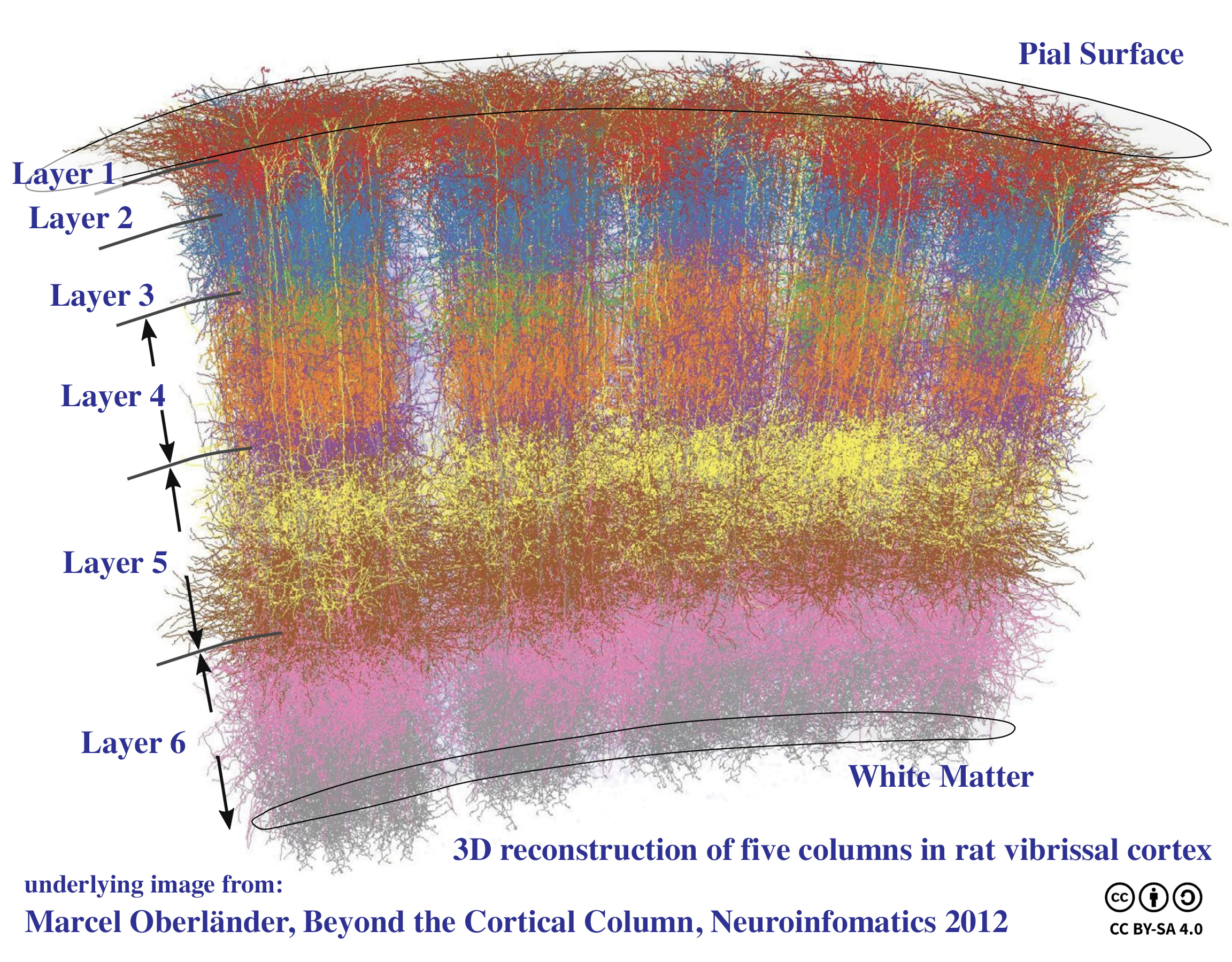
إعادة بناء ثلاثية الأبعاد لخمسة أعمدة قشرية في القشرة الاهتزازية للفئران

العمود القشري هو مجموعة من العصبونات التي تشكل بنية أسطوانية الشكل عبر القشرة المخية للدماغ عموديًا على السطح القشري. حدد ماونتكاسل هذه البنية لأول مرة في عام 1957. حدد أيضًا في وقت لاحق الأعمدة الصغيرة بوصفها الوحدات الأساسية للقشرة المخية الجديدة التي اتخذ ترتيبها مظهر الأعمدة. يحتوي كل منها على الأنواع نفسها من العصبونات، والموصولية وخصائص الإطلاق. يُطلق على هذه الأعمدة أيضًا اسم الأعمدة الفائقة، أو الأعمدة الكبيرة، أو الأعمدة الوظيفية أو في بعض الأحيان الوحدة القشرية. تعمل العصبونات داخل الأعمدة الصغيرة (الأعمدة الميكروية) على تشفير ميزات متشابهة، بينما يشير العمود الفائق إلى «وحدة محتوية على مجموعة كاملة من القيم لأي مجموعة محددة من معلمات المجال المستقبلي». يمكن تعريف الوحدة القشرية بوصفها مرادفًا للعمود الفائق (ماونتكاسل) أو كتلة نسيجية من الأعمدة الفائقة المتداخلة المتعددة.
من المقترح وجود دور للأعمدة القشرية كدارات ميكروية أساسية للتشفير التنبئي، الذي ينطوي على حدوث عملية المعرفة عبر تسلسل هرمي من الدارات الميكروية المتطابقة. سمحت الفائدة التطورية لهذه التكرارية بزيادة حجم القشرة الجديدة لدى الإنسان بما يقارب 3 أضعاف خلال الثلاثة ملايين سنة الماضية.
تنص الفرضية العمودية على تكون القشرة المخية من أعمدة ذات وحدات منفصلة من العصبونات، التي تتميز بمظهرها التوصيلي الثابت. تمثل فرضية التنظيم العمودي في الوقت الحالية الفرضية الأكثر اعتمادًا على نطاق واسع في تفسير المعالجة القشرية للمعلومات.

## القشرة المخية لدى الثدييات
تتكون القشرة المخية لدى الثدييات، التي تمثل المادة الرمادية المغلفة للمادة البيضاء، من طبقات عديدة. تتراوح ثخانة القشرة المخية لدى الإنسان بين 2 و3 ميليمتر. تمتلك غالبية الثدييات العدد نفسه من الطبقات، إلا أنه يتباين من منطقة إلى أخرى من القشرة المخية. يمكن ملاحظة وجود 6 طبقات في القشرة المخية الجديدة على الرغم من افتقار مناطق عديدة لطبقة واحدة أو طبقتين، إذ يمكن ملاحظة عدد أقل من الطبقات في القشرة المخية البدائية والقشرة المخية القديمة.

### التنظيم الوظيفي العمودي
يشير التنظيم الوظيفي العمودي، وفق تعريف فيرنون ماونتكاسل الأصلي، إلى أن العصبونات التي يزيد تباعدها الأفقي عن بعضها البعض عن 0.5 ميليمتر (500 ميكرومتر) مفتقرة للحقول المستقبلة الحسية المتداخلة، وأظهرت التجارب الأخرى بدورها نفس هذه النتائج: 200-800 ميكرومتر. تشير مختلف التقديرات إلى وجود 50 إلى 100 عمود قشري صغير في العمود الفائق الواحد، إذ يتألف كل منها بدوره من 80 عصبون تقريبًا. يمكن فهم هذا الدور بأفضل شكل ممكن بوصفه «وحدات وظيفية لمعالجة المعلومات».
تتمثل إحدى المميزات الهامة في اعتبار التنظيم العمودي وظيفيًا بحكم تعريفه، إذ يعكس الموصولية المحلية للقشرة المخية. تظهر الوصلات ذات الاتجاه «أعلى» و«أسفل» كثافة أكبر في ثخانة القشرة المخية مقارنة بالوصلات المنتشرة من جانب إلى آخر.